# Stefano Agostini
Stefano Agostini (Forlì, 1614 – Roma, 21 marzo 1683) è stato un cardinale italiano.

## Biografia
Nacque a Forlì nel 1614, quinto degli otto figli di Bonamente Agostini e di Lucrezia Ginevra Paolucci; gli altri figli erano Chiara, Barbara, Simone, Paolo, Giuseppe, Bonamente e Giovanni. Era nipote del cardinale Francesco Paolucci.
Si addottorò in utroque iure all'Università di Bologna e si trasferì a Roma, dove ebbe l'appoggio dello zio, il cardinale Francesco Paolucci, ed operò presso diversi tribunali e uffici della Curia Romana.
Arcivescovo titolare di Eraclea di Europa dal 3 dicembre 1669, papa Innocenzo XI lo elevò al rango di cardinale presbitero del titolo di San Giovanni a Porta Latina nel concistoro del 1º settembre 1681.
Morì il 21 marzo 1683 all'età di 69 anni e fu sepolto nella chiesa di Santa Maria in Vallicella.

## Genealogia episcopale
La genealogia episcopale è:
- Cardinale Diego Espinosa Arévalo
- Cardinale Gaspar de Quiroga y Vela
- Cardinale Rodrigo de Castro Osorio
- Cardinale Bernardo de Sandoval y Rojas
- Vescovo Melchor Soria Vera y Diaz
- Vescovo Diego Castejón Fonseca
- Cardinale Cesare Facchinetti
- Cardinale Stefano Agostini